# ميخائيل لوبيز (لاعب كرة قدم)
ميخائيل لوبيز (بالإسبانية: Michael López)‏ (19 أغسطس 1997 ببوينس آيرس في الأرجنتين - ) هو لاعب كرة قدم أرجنتيني في مركز الهجوم.

## وصلات خارجية
- ميخائيل لوبيز على موقع قاعدة بيانات كرة القدم.إي يو (الإنجليزية)
- ميخائيل لوبيز على موقع Soccerway.com (الإنجليزية)